# Electorado de Colonia

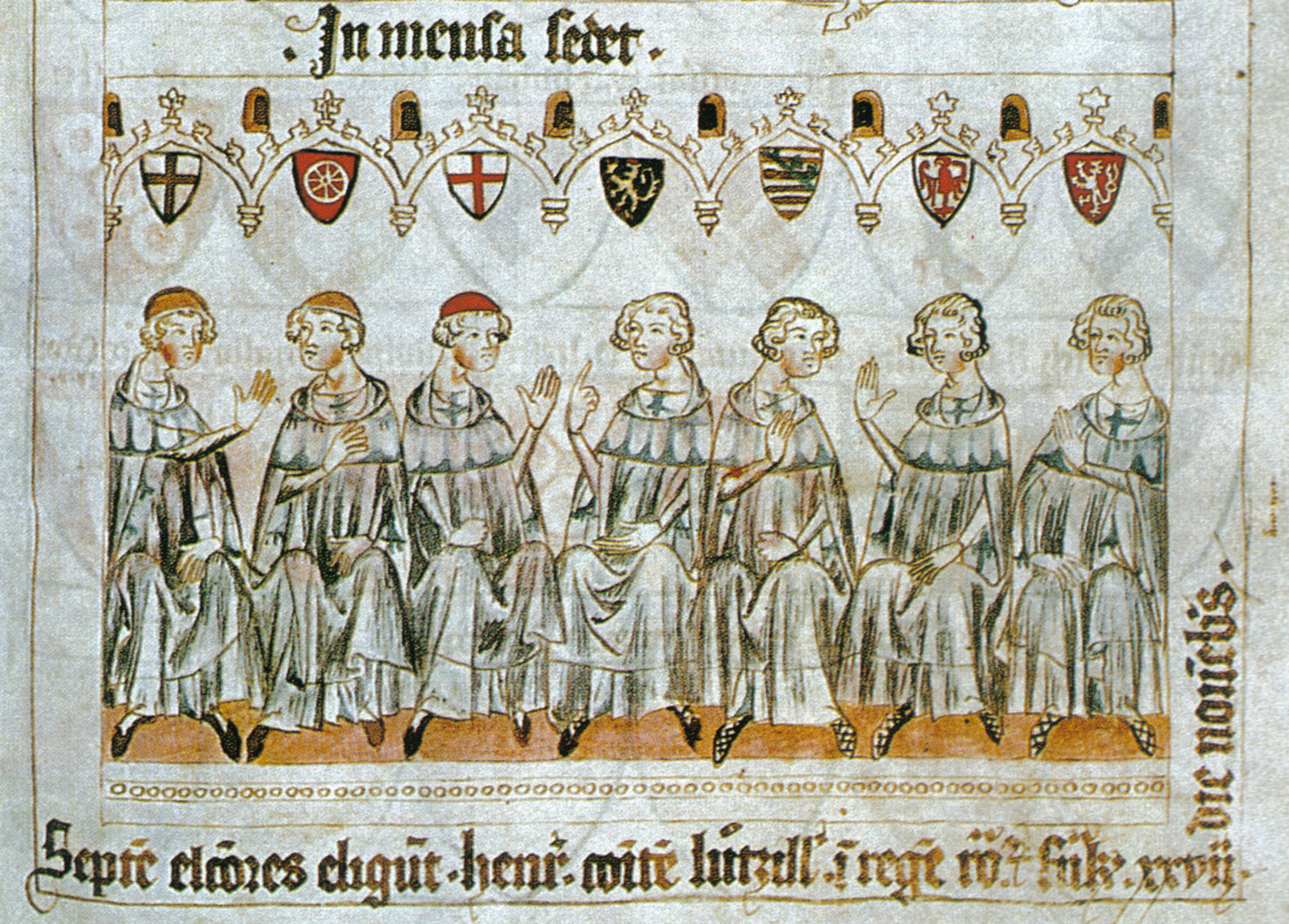
Los príncipes electores del Sacro Imperio Romano Germánico, 1341. Los príncipes electores, reconocibles por sus escudos, son de izquierda a derecha, los arzobispos de Colonia, Maguncia y Tréveris, el Conde del Palatinado, el duque de Sajonia, el margrave de Brandeburgo y el rey de Bohemia.

El Arzobispado de Colonia fue uno de los más importantes principados eclesiásticos del Sacro Imperio Romano Germánico. Colonia es la antigua ciudad romana de Colonia Agrippina, que llegaría a ser una ciudad libre en 1288 y la residencia del Arzobispo sería trasladada desde la Catedral de Colonia hasta Bonn. De esta manera, aunque la ciudad pertenecía a la diócesis, no formaba parte del territorio del Electorado.
Sus territorios incluían una franja de territorios a lo largo de la ribera izquierda del Rin, este de Jülich, así como el Ducado de Westfalia en la otra orilla del río, además de Berg y Mark. El Arzobispo era tradicionalmente uno de los Electores Imperiales y el Archicanciller de Italia y Borgoña, técnicamente desde 1238 y permanentemente desde 1263 hasta 1803. 
Durante el siglo XVI, no menos que tres Arzobispos de Colonia se convirtieron al Protestantismo. Los dos primeros, Hermann von Wied y Salentin von Isenburg-Grenzau, renunciaron al Arzobispado al convertirse, pero Gebhard Truchsess von Waldburg, al convertirse al Calvinismo en 1582, intentó secularizar el Arzobispado. Esto resultó en la Guerra de Colonia en la que un ejército bávaro instaló al Príncipe bávaro Ernesto de Baviera como Arzobispo - el primer éxito de la Contrarreforma en Alemania. Desde entonces hasta mediados del siglo XVIII, el Arzobispado fue una segundogenitura de los gobernantes de Baviera. Como el Arzobispo en este periodo ostentaba habitualmente también el Obispado de Münster (y a menudo también el Obispado de Lieja), era uno de los príncipes más importantes del noroeste alemán.
Después de 1795, los territorios arzobispales de la orilla izquierda del Rin fueron ocupados por Francia y formalmente anexionados en 1801. Con motivo del proceso de mediatización y secularización de 1803 se secularizó el resto del Arzobispado, integrándose en el Ducado de Westfalia para el Landgrave de Hesse-Darmstadt. Colonia fue, sin embargo, restablecida como sede del arzobispo católico en 1824 y continúa siéndolo hasta el presente.

## Historia
Incluso antes del 313, la ciudad romana de Colonia fue sede de un obispado y después de la conquista franca en 450 fue elevado a arzobispado, subordinado a los estados sufragáneos de Lieja, Münster, Osnabrück y Minden, así como a Hamburgo-Bremen en 834 y a Utrecht en 1559.
Alrededor de las antiguas ciudades romanas de Renania, incluidas Bonn, Colonia, Jülich , Neuss y Xanten, los arzobispos ya habían adquirido bienes seculares y señorías. Las posesiones posteriores en Westfalia se agregaron con énfasis en Soest, Medebach y Attendorn . Muchas posesiones antiguas fueron entregadas para el equipamiento de monasterios y corrales o se perdieron en el siglo XI después de su asignación como feudo.
La aparición gradual de posesiones seculares y los derechos de la arquidiócesis al Estado de Kur está estrechamente relacionada con la de los sistemas de Reichskirchens Ottonian-Salic : Después de las rebeliones de varios duques , incluidos dos de sus propios hermanos, Otto el Grande transfirió en 953 su hermano Brun a la ciudad y la arquidiócesis de Colonia juntos El Ducado de Lorena . Una parte de este Ducado, una franja de unos 25 kilómetros de profundidad en la margen izquierda del Rin , que se extendía desde Rolandseck en el sur hasta Rheinberg en el norte, seguía siendo los sucesores de Brun como una propiedad secular en la que eran la soberanía.ejercido. Utilizaron su posición como pilares importantes del Reich y la Reichskirche para imponerse contra otros gobernantes de Renania y Westfalia, como el Conde Lorraine Palatine o el Conde de Werl . [1]

### Alta Edad Media
Después de la muerte del Emperador Enrique III y como resultado de la incertidumbre creada por la Querella de las investiduras, los arzobispos comenzaron a construir un dominio secular y a reprimir a sus competidores. Bajo Anno II se sentaron las bases reales del estado posterior. Durante ese tiempo, el poder de los Ezónidas se redujo y perdieron Siegburg. El área central se extendió en 1067 por el estado imperial alrededor de Andernach, más tarde por Deutz, Godesberg, Amt Altenwied con Linz en el Rin y el condado de Liedberg. En 1075, Aspel y Rees se agregaron en la orilla derecha del Bajo Rin. Los enfoques para una dominación más firme de Colonia en el sur de Westfalia se remontan a la época de Federico I de Schwarzenburg, quien logró arrebatar considerables derechos de los condes de Arnsberg .
Este territorio nuevamente se amplió enormemente bajo el arzobispo Felipe I von Heinsberg. Los arzobispos se elevaron durante este tiempo al poder regional más fuerte.
En 1151 en Renania, los arzobispos finalmente otorgaron la dignidad ducal ribereña (renana), que utilizaron para afirmar aún más su poder. El emperador Federico I Barbarroja otorgó al obispo en 1180 el certificado de Gelnhäuser por su lealtad en la lucha contra el duque Enrique el León, el Ducado de Westfalia y Engern. Además llegó a 1230 el Vest Recklinghausen. Sin embargo, el Elector de Colonia no logró unir las dos partes separadas del país de Renania y Westfalia en un territorio cerrado.
El arzobispo Conrado von Hochstaden extendió el arzobispado al sur agregando las posesiones de su propia familia, que se extinguió con él. Debajo de él, Colonia alcanzó su mayor poder. Desde que se había presentado temprano contra el emperador Federico II y derrotado del lado del Papa, el arzobispo ganó su confianza especial. Les explicó a él y a sus seguidores a los legados apostólicos en el cargo. Hochstaden fue considerado un hacedor de reyes, una posición de poder que sus sucesores no podían reclamar.
En la disputa por la sucesión de Limburgo, el arzobispo Sigfrido de Westerburg fue derrotado en 1288 en la batalla de Worringen por una alianza entre el duque de Brabante, los condes de Jülich, Cleves y Berg y la ciudad de Colonia, perdiendo el control de su propia ciudad episcopal. La propia Colonia ya no pertenecía al Estado Eclesiástico, sino que desde entonces sería una Ciudad Imperial Libre con asiento y voto en el Reichstag. Ya el arzobispo Engelberto II de Falkenburg había dejado la ciudad de Colonia y había extendido su casa de Bonn a un palacio con un salón y una capilla para residir allí. Sus sucesores también preferían a Bonn como residencia, hasta 1597, la ciudad fue elevada oficialmente a la capital de Colonia, capital y residencia. Aunque en el siglo XII, el arzobispo ya tenía un área considerable de poder, pero todavía era una estructura preterritorial sin límites fijos. El poder estaba esencialmente definido por el ejercicio de los derechos reales. El comienzo de la formación de una soberanía permanente comenzó en la primera mitad del siglo XIII. En este momento, el término pluma para el dominio arzobispal llegó por primera vez. De gran importancia para la aplicación de una regla territorial fueron las ciudades y castillos del arzobispo. Los diversos aranceles del Rin desempeñaron un papel importante en la aplicación de la regla del país.

### Baja Edad Media
En el año 1368, el Arzobispado de Colonia adquirió el condado de Arnsberg en Sauerland. Esta área se convirtió en el núcleo territorial del Ducado de Westfalia. La ciudad de Arnsberg se convirtió en sede de los landdrosten como representante de los propietarios, residencia del príncipe-obispo y lugar de reunión del parlamento para el ducado. Los intentos masivos de incorporar a la diócesis de Paderborn fracasaron.
En Renania, el monasterio llegó a finales de la Edad Media desde Rheinberg en el norte hasta Andernach en el sur, desde Nürburg en el oeste hasta Altenried en el este. Se subdividió en el corral superior al norte de Colonia y el corral inferior al sur de Colonia. En 1314 adquirió la silla de spa Colonia del condado vecino de Hülchrath, con el que en los territorios de Renania, se cerró la brecha territorial entre el pasador superior e inferior, y también en el siglo XIV el país Linn y la ciudad de Uerdingen en Krefeld.
En la época de Walram von Jülich cae entre 1332 y 1349 la introducción sistemática de la constitución del cargo. Wilhelm von Gennep y Federico III de Saarwerden han completado la organización administrativa. A nivel local, los funcionarios locales eran responsables de recaudar impuestos. Se asignaron jueces y agentes judiciales a los ministros en el campo de la justicia.
La política de poder general Arzobispo, Dietrich II von Moers, tuvo consecuencias duraderas. En la disputa de Soest de 1444 a 1449, el Kurstaat perdió el control de Soest y Xanten en el condado de Kleve, La búsqueda de un territorio cerrado y una política económica fallida condujeron cada vez más a la ruina desde la primera mitad del siglo XIV y, por lo tanto, a veces a la incapacidad política del Arzobispado. Aunque hubo adquisiciones territoriales más pequeñas, el desarrollo territorial general se completó a mediados del siglo XV. El territorio del Arzobispado estaba formado por una franja de tierra de aproximadamente 100 km de largo y 25 km de ancho en el Rin, que formaba el Electorado real, así como del Ducado de Westfalia y el Vest Recklinghausen .
El alto endeudamiento de la arquidiócesis por Dietrich von Moers significaba que las propiedades en Renania y Westfalia, parte del estado de los kurdos, forzaron 1463 asociaciones de herencia . Estos formaron una de las leyes básicas centrales del país hasta su final. Cada nuevo arzobispo tuvo que jurar los términos en su elección. Entre otras cosas, notaron la participación del capítulo de la catedral y los otros estados en las decisiones políticas centrales, como la declaración de guerras y la concesión de impuestos.

En primer lugar tiene Rupert del Rin convocó al Erblandesvereinigungen, pero pronto ya no se presentó. Cuando hizo que las Zonas se comprometieran con el capítulo de la catedral ocupado, los estados reclamaron el derecho de resistencia evidenciado en el Erblandesvereinigung por sí mismos y determinaron a Hermann von Hessen como pastor. Ambas partes tenían partidarios dentro del estado y desde afuera. Los hessianos apoyan a Hermann, Karl the Bold estaba al lado de Ruprecht. Llegó a la disputa de alfileres de Colonia en el transcurso del asedio de Neuss . Después de ser capturado por las tropas de Hesse, Rupprecht renunció. [5]

### Los primeros tiempos modernos
Tras la llegada de Germán IV de Wied, en la década de 1540, intentaría introducir la Reforma Protestante (conocida como Reforma de Colonia). Encontraría resistencia en particular de las filas del capítulo de la catedral y la Universidad de Colonia, pero también encontró apoyo de los condes, ciudades y caballería en el parlamento estatal de 1543. En ciudades como Bonn, Neuss, Kempen y Kaiserswerth se introdujo la predicación de la Reforma. En particular, la derrota de los príncipes protestantes en la Guerra de Esmalcalda y, por lo tanto, la falta de apoyo externo llevaron al fracaso y la renuncia de Hermann.
Incluso después del fracaso, las comunidades protestantes en el área del Electorado de Colonia pudieron mantener sus comienzos. Adolf III. von Schaumburg intentó con moderado éxito contrarrestar esto adoptando reformas eclesiásticas (sínodo provincial, visitas, etc.) y combatiendo el protestantismo. En ciudades como Bonn, Kempen y Neuss y algunos gobiernos subordinados podrían incluso estabilizar la vida protestante en función de los gobernantes locales. Los siguientes electores hicieron poco para reprimir el protestantismo. Bajo Salentin von IsenburgHubo una visita, que además de las comunidades protestantes y el gobierno en 40 de 180 parroquias encontradas huellas luteranas, calvinistas o Anabaptistas. Sin embargo, solo una pequeña minoría de pastores eran claramente protestantes.
Bajo Gebhard I von Waldburg  en la década de 1580, se hizo otro intento para transformar el arzobispado en un principado secular e introducir la Reforma. En su lugar, Ernesto de Baviera fue elegido por el capítulo de la catedral como nuevo arzobispo y soberano. Gebhardt resistió y fue derrotado en la Guerra de Colonia . Después de la victoria de Ernesto, las medidas de contrarreforma comenzaron de inmediato. Solo en unas pocas comunidades la Reforma podría afirmarse.
Desde la elección de Ernesto en 1583 hasta 1761, el electorado fue gobernado por arzobispos de la rama bávara de la casa Wittelsbach . Esto les permitió expandir su influencia política en el noroeste del imperio y ahora también tenía, como el calvinista Wittelsbach en el Palatinado, un asiento en el colegio electoral. En términos de política de la iglesia, fue esencialmente solo bajo Fernando de Baviera que las reformas católicas tuvieron lugar. Promoviendo en particular a los jesuitas , pero también a los capuchinos y otras órdenes. Desde 1584, Colonia fue sede de una nunciatura papal, que se convirtió en un motor importante de la contrarreforma y la reforma de la iglesia.[7] Mientras tanto, el electorado quedó alejado de la agitación de la guerra de los treinta años durante los primeros años. Sin embargo, no pudo evitar que en 1632 las tropas suecas bajo el mando del general Baudissin invadieran el electorado y ocuparan gran parte de él y lo saquearan.

### SiglosXVIIyXVIII
Después de la guerra de los Treinta Años, el Arzobispado apoyó a la casa de Wittelsbach siguiendo la política pro-francesa y anti-Habsburgo de los duques y electores de Baviera. En particular, Maximiliano Enrique de Baviera dirigió su política hacia Francia y contra el Imperio. Se alió en 1671 con Luis XIV y participó en la guerra contra los Países Bajos. Esta política supuso una pesada carga para el estado. Paralelamente, Maximiliano también promovió las reformas en la iglesia.
Durante esta época de dominio de los Wittelsbach, se detuvo la modernización del estado con rasgos absolutistas. Solo bajo Fernando María, Elector de Baviera, pasó por alto el Erblandesvereinigung en el siglo XVII para introducir un consejo judicial permanente, en el que estaba involucrado el capítulo de la catedral. También fundó un consejo secreto, que era exclusivamente responsable ante el Elector y se convirtió en el verdadero organismo del gobierno central.
En términos de política exterior, el siglo XVIII estuvo marcado por alianzas cambiantes. En términos económicos, el desarrollo fue escaso. En la época de Joseph Clemens de Baviera se produjo en el contexto de la guerra del Palatinado la destrucción de Bonn. Cambió de bando en 1701 y se alió en la guerra de sucesión española con Luis XIV de Francia. Proscrito por el Imperio, tuvo que exiliarse en Francia. Después de regresar en 1715, planeó la reconstrucción de Bonn y los castillos electorales, pero no vio su finalización. Su sucesor Clemens August I de Baviera llevó a cabo una política exterior cambiante. Tenía magníficos castillos y jardines construidos. En general, sin embargo, desperdició sus ingresos en cortejos y cacería. Con Maximiliano Federico von Königsegg-Rothenfels, el tiempo de los príncipes bávaros terminó como electores. El nuevo Elector siguió una política enérgica de austeridad y en 1777 fundó la Academia de Bonn , que se convirtió en universidad en 1784. Bajo Maximiliano Francisco de Austria , la Ilustración católica vio numerosas reformas en casi todas las áreas de la política, pero especialmente en la educación. La Universidad de Bonn se ha ampliado, la educación escolar y la formación del profesorado han mejorado. [9]

## El fin del estado
En la Paz de Lunéville en 1801, todos los territorios de la margen izquierda fueron cedidos a la Francia napoleónica. Los territorios de la margen derecha se secularizaron en 1803 como resultado de la Reichsdeputationshauptschluss y se dividieron en diferentes territorios. Westfalia ya había sido ocupada en 1802 por Hesse-Darmstadt. El Vest Recklinghausen cayó en 1803 al Ducado de Arenberg y en 1811 al Gran Ducado de Berg. Pequeñas áreas de la margen derecha llegaron al condado Wied -Runkel y 1806 al recién creado Ducado de Nassau. Tras las guerras napoleónicas. En 1815, el Congreso de Viena dio las tierras del electorado al Reino de Prusia. Las áreas de linksrheinischen pertenecieron inicialmente a la provincia prusiana de Jülich-Cléveris-Berg y desde 1822 a la provincia del Rin. Sin embargo, el antiguo Ducado de Westfalia y el Vest Recklinghausen fueron asignados a la provincia de Westfalia. Al finalizar la Segunda Guerra Mundial en 1946, los estados alemanes de Renania del Norte-Westfalia y Renania-Palatinado comparten los territorios del antiguo Electorado de Colonia.

## Obispos y Arzobispos de Colonia

### Obispos de Colonia Agrippina, 88-784
- Materno I c. 88-128
- Paulino
- Marcellino ?
- Aquilino
- Levoldo ? c. 248-285
- Materno II c. 285-315
- Eufrates c. 315-348
- Severinus c. 348-403
- Ebergisil I ? c. 403-440
- Solatio c. 440-470
- Sunnovaeo c. 470-500
- Domitiano fl. c. 535
- Charentino fl. c. 570
- Ebergisil II ? c. 580-600 ?
- Remedio c. 600 ? -611 ?
- Solatius c. 611 ? -622
- Kunibert c. 623-663
- Bodatus c. 663-674
- Esteban 674-680
- Adelwin 680-695
- Giso 695-708
- Anno I 708-710
- Faramundo 710-713
- Agilolf 713-717
- Reginfried 718-747
- Hidegar 747-753
- Bertholm 753-763
- Rikulf 763-784

### Arzobispos de Colonia, 784-1238
- Hildebold 784-819
- Hadbold 819-842
- Hildwin 842-849
- Günther 850-864
- Wilbert 870-889
- Hermann I 890-925
- Wigfried 925-953
- Bruno I 953-965
- Volkmar 965-969
- Gero 969-976
- Warin 976-984
- Ebergar 984-999
- Heriberto de Colonia (Heribert) 999-1021
- Pilgrim 1021-1036
- Hermann II 1036-1056
- Anno II 1056-1075
- Hildholf 1076-1079
- Sigwin 1079-1089
- German III 1089-1099
- Friedrich I 1100-1131
- Bruno II von Berg 1131-1137
- Hugo von Sponheim 1137
- Arnoldo I 1138-1151
- Arnoldo II von Wied 1152-1156
- Friedrich II von Berg 1156-1158
- Reinaldo de Dassel 1159-1167
- Felipe von Heinsberg 1167-1191
- Bruno III von Berg 1191-1192
- Adolfo I von Berg 1192-1205
- Bruno IV von Sayn 1205-1208 (en oposición)
- Dietrich I von Hengebach 1208-1215 (en oposición)
- Engelberto II von Berg 1216-1225
- Enrique I von Mulnarken 1225-1237

### Arzobispo-Electores de Colonia, 1238-1803
- Conrado von Hochstaden 1238-1261

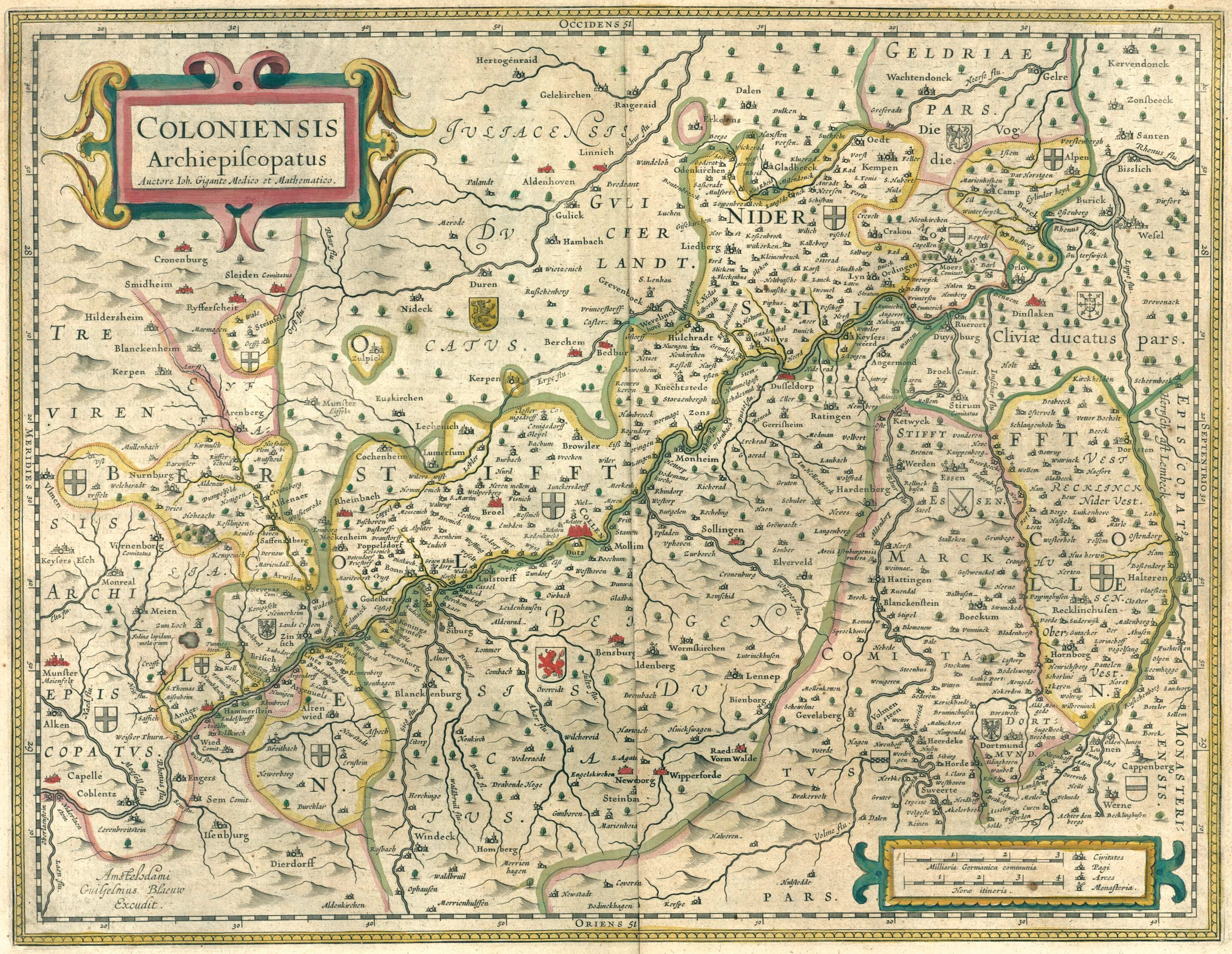
Mapa del Arzobispado de Colonia por Joan Blaeu, 1645.

- Engelbert II von Falkenstein 1261-1274
- Sigfrido II von Westerburg 1274-1297
- Wikbold I von Holte 1297-1304
- Enrique II von Virneburg 1304-1332
- Walram von Jülich 1332-1349
- Guillermo von Gennep 1349-1362
- Adolfo II von der Marck 1363
- Engelbert III von der Marck 1364-1369
- Kuno von Falkenstein 1370-1371
- Federico III von Saarwerden 1372-1414
- Dietrich II von Mors 1414-1463
- Roberto del Palatinado 1463-1480
- German IV de Hesse 1480-1508
- Felipe II von Daun-Oberstein 1508-1515
- German V von Wied 1515-1546
- Adolfo III von Schauenburg 1546-1556
- Antonio von Schauenburg 1556-1558
- Gebhard I von Mansfeld-Vorderort 1558-1562
- Federico IV von Wied 1562-1567
- Salentin von Isenburg-Grenzau 1567-1577
- Gebhard II Truchsess von Waldburg 1577-1583
- Ernesto de Baviera 1583-1612
- Ferdinando de Baviera 1612-1650
- Maximilian Heinrich de Baviera 1650-1688
- José Clemente de Baviera 1688-1723
- Clemens August I de Baviera 1723-1761
- Maximiliano Federico von Königsegg-Rothenfels 1761-1784
- Archiduque Maximiliano Francisco de Austria 1784-1801
- Antonio Víctor de Austria 1801-1803

### Arzobispos de Colonia desde 1824
- Ferdinand August von Spiegel, 1824-1835
- Clemens August II Droste zü Vischering, 1835-1845
- Johannes von Geissel, 1845-1864
- Paul Melchers, 1866-1885
- Philipp Krementz, 1885-1899
- Anton Hubert Fischer, 1902-1912
- Felix von Hartmann, 1912-1919
- Karl Joseph Schulte, 1920-1941
- Josef Frings, 1942-1969
- Joseph Höffner, 1969-1987
- Joachim Meisner, 1988-2014
- Rainer Maria Woelki, 2014-presente